# Ewa Aulin
Ewa Brigitte Aulin (Landskrona, 13 febbraio 1950) è un'attrice svedese che ha recitato in numerosi film italiani e statunitensi degli anni sessanta e settanta. Ha anche inciso un disco per la Fonit Cetra, pubblicato nel 1979 senza riscontro significativo di vendite.

## Biografia
Nata a Landskrona, in Svezia, il 13 febbraio 1950, all'età di 15 anni si trasferisce nella capitale Stoccolma, dove vince il concorso di bellezza svedese Miss Teen e nello stesso anno viene scelta da Gunnar Fischer per interpretare il suo corto, Djävulens instrument. Nel 1966 rappresenta la Svezia al concorso di bellezza Miss Teen International, tenuto il 6 aprile a Hollywood, vincendo il titolo. Il successo ottenuto al concorso di bellezza, la fa partecipare al popolare spettacolo televisivo svedese Hylands Hörna.
Viene in seguito scoperta da Alberto Lattuada che la vuole nel suo film Don Giovanni in Sicilia del 1967. Seguono due film di genere giallo all'italiana, Col cuore in gola (1967) di Tinto Brass e il bizzarro La morte ha fatto l'uovo (1968) di Giulio Questi, in entrambe le pellicole a fianco di Jean-Louis Trintignant. Nel 1967 ha il ruolo di protagonista nel suo più celebre film, Candy e il suo pazzo mondo (1968) di Christian Marquand, una coproduzione tra Stati Uniti, Italia e Francia. Il film, per il quale Ewa viene a conoscenza della propria scrittura solo il giorno prima dell'inizio delle riprese, non ottiene il successo sperato negli Stati Uniti, fallendo nel lancio internazionale dell'attrice, ma è molto apprezzato in Europa, divenendo negli anni successivi un film di culto.
Ewa riceve svariate lodi per la sua parte, ottenendo anche una candidatura al Golden Globe come miglior attrice esordiente, ma perde in favore di Olivia Hussey per Romeo e Giulietta. Come conseguenza della sua partecipazione al film, Ewa Aulin viene etichettata come "Ninfetta bionda" nell'ambiente del cinema, grazie alla  sua giovane, bella ed elegante immagine: questo stereotipo è il motivo principale per cui in seguito appare principalmente in film italiani negli anni settanta.
In seguito infatti appare solamente in un altro film statunitense, Fate la rivoluzione senza di noi (1970), una commedia degli equivoci ambientata durante la Rivoluzione francese, che ottenne scarso successo, interpretata da Gene Wilder e Donald Sutherland, dove Ewa interpreta il ruolo secondario della Regina Cristina del Belgio. Nello stesso anno appare nel film sperimentale italiano Microscopic Liquid Subway to Oblivion, scritto, prodotto e diretto dal marito di Ewa Aulin, lo scrittore e regista inglese John Shadow, che sposò in Messico nel 1968 e che è il padre del figlio Rolf Shawn, nato nel 1969. Il film è stato distribuito malamente. Ewa e John divorziano nel 1972.
Dopo questo film, Ewa appare unicamente in film italiani, per la maggior parte decamerotici ambientati nel Medioevo, ma anche in film drammatici e gialli. Interpreta un ruolo principale in La controfigura (1971), di Romolo Guerrieri, e in Quando l'amore è sensualità (1973), la parte di un angelo vendicatore nell'horror di Joe D'Amato La morte ha sorriso all'assassino e appare anche nel giallo all'italiana Una vita lunga un giorno, nello stesso anno. Partecipa inoltre al film Questa specie d'amore (1972) di Alberto Bevilacqua.
Rimasta a vivere a Roma, conosce e poi sposa nel 1974 il noto costruttore edile Cesare Paladino, da cui ha due figlie, Cristiana e Olivia, quest'ultima compagna del Deputato Giuseppe Conte. 
Si iscrive quindi all'università con il desiderio di diventare una psicologa per l'infanzia. Ha anche una breve carriera musicale nel 1979, incidendo il singolo Arizona, sigla della trasmissione televisiva per ragazzi Sceriffi e banditi, contenuto nell'album Il valzer finì, realizzato per la Fonit Cetra.

## Filmografia

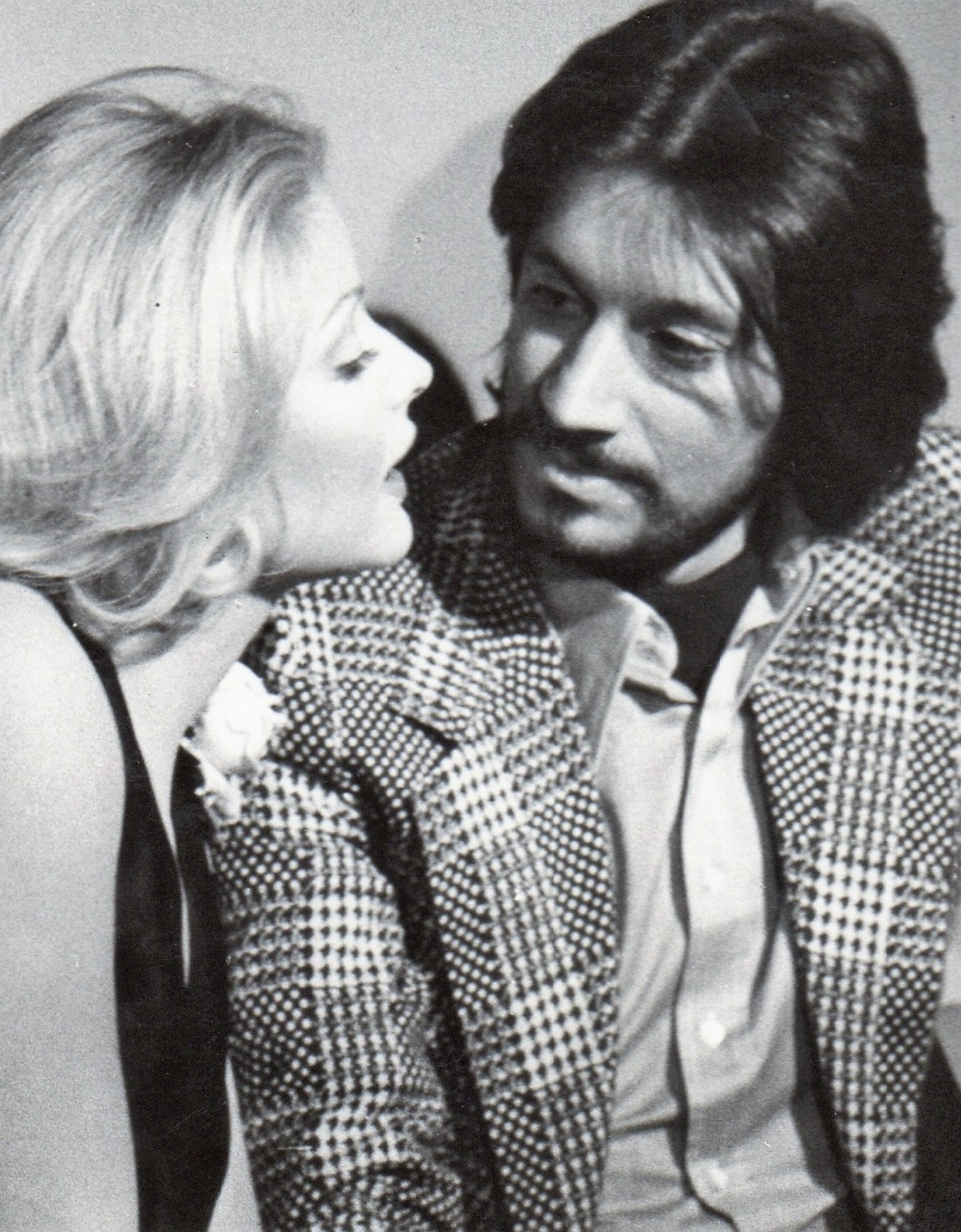
Giovanni Petrucci e Ewa Aulin in una scena del film Quando l'amore è sensualità (1973)

### Cinema
- Djävulens instrument, regia di Gunnar Fischer - cortometraggio (1965)
- Don Giovanni in Sicilia, regia di Alberto Lattuada (1967)
- Col cuore in gola, regia di Tinto Brass (1967)
- La morte ha fatto l'uovo, regia di Giulio Questi (1968)
- Candy e il suo pazzo mondo (Candy), regia di Christian Marquand (1968)
- Microscopic Liquid Subway to Oblivion, regia di John W. Shadow (1970)
- Fate la rivoluzione senza di noi (Start the Revolution Without Me), regia di Bud Yorkin (1970)
- La controfigura, regia di Romolo Guerrieri (1971)
- Questa specie d'amore, regia di Alberto Bevilacqua (1972)
- Fiorina la vacca, regia di Vittorio De Sisti (1972)
- Rosina Fumo viene in città... per farsi il corredo, regia di Claudio Gora (1972)
- La morte ha sorriso all'assassino, regia di Joe D'Amato (1973)
- Quando l'amore è sensualità, regia di Vittorio De Sisti (1973)
- Una vita lunga un giorno, regia di Ferdinando Baldi (1973)
- Il tuo piacere è il mio, regia di Claudio Racca (1973)
- Le vergini cavalcano la morte (Ceremonia sangrienta), regia di Jorge Grau (1973)
- Mi fai un favore, regia di Giancarlo Scarchilli (1997)

### Televisione
- Hylands hörna (1966)
- Monty Python's Flying Circus – serie TV, episodio 1x08 (1969)

## Discografia parziale

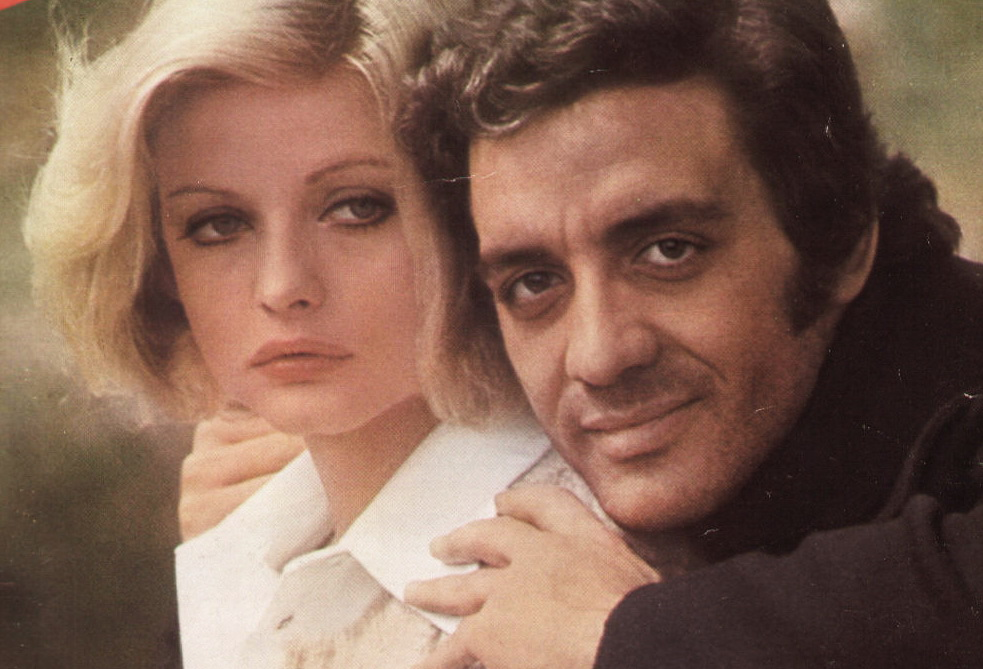
Ewa Aulin e Mino Reitano a Roma nel 1973

### Album
- 1979 - Il valzer finì (Cetra, LPX 79, LP)

### Singoli
- 1979 - Arizona/Fior di luna (Cetra, SP 1712, 7") sigla della trasmissione televisiva Sceriffi e banditi

## Doppiatrici italiane
- Livia Giampalmo in Col cuore in gola
- Micaela Esdra in La morte ha fatto l'uovo
- Serena Verdirosi in Candy e il suo pazzo mondo
- Lorenza Biella in La controfigura
- Ludovica Modugno in Fiorina la vacca
- Vittoria Febbi in Una vita lunga un giorno